# 立憲養正會
- 立憲養正會
- 立憲養正会

立憲養正會（りっけんようせいかい、立憲養正会）は、日本の元政党・国家主義右翼団体の一つ。初代総裁は田中智學。2006年（平成18年）現在、会長は小川力。機関誌養正時評を擁する。本部所在地は東京都調布市西つつじケ丘2丁目28-4。政治資金収支報告書は平成25年に確認できるのが政治団体としては最後でありそれ以降は政治団体ではない。

## 理念と党名
田中智學は1903年（明治36年）、日蓮を中心にして「日本國はまさしく宇内を靈的に統一すべき天職を有す」という意味の「八紘一宇」を『日本書紀』巻第三神武天皇即位前紀にある「上則答乾霊授国之徳、下則弘皇孫養正之心。然後、兼六合以開都、掩八紘而為宇、不亦可乎」（上は則ち乾霊の国を授けたまいし徳に答え、下は則ち皇孫の正を養うの心を弘め、然る後、六合を兼ねて以て都を開き、八紘を掩いて宇と為さん事、亦可からずや）から造語し、「国立戒壇」の建立を訴えた。「養正」の語もこの条から取られており、「養正の恢弘」という文化的行動が日本国民の使命であると訴えた。これらについては既に1913年（大正2年）3月11日に発行された国柱会の機関紙・国柱新聞の「神武天皇の建国」にて言及している。

## 歴史
1923年（大正12年）11月3日、日蓮信者で国体主義を標榜する田中智學によって創設された社会運動組織であり、在家仏教組織である国柱会や明治会の姉妹団体である。
1929年（昭和4年）、智學の次男、田中澤二が総裁となると、政治団体色を強め、各種選挙に候補を擁立（田中は前年の第16回衆議院議員総選挙に東京1区から無所属で出馬し、落選していた）。衆議院の多数を制し、天皇の大命を拝し、合法的に「国体主義の政治を興立」することを目標とした。最盛期の会員数は約30万人（1936年。1938年には公称130万を号した）。1936年の第19回総選挙では公認候補7名を擁立した。結果は全員落選となり振るわなかったが、同年長野4区から立候補した田中耕が繰り上げ当選し、帝国議会に初めて議席を得た。1937年の第20回総選挙では田中耕が再選。また地方議会や農会には最盛期で100人を超す議員が所属するなど一定の政治勢力となった。しかし同会の党是である日蓮主義や国体主義は当時近衛文麿らによって主導されていた新体制運動とは思想的に相容れず、1940年（昭和15年）に大政翼賛会が結成されてもこれに加わらなかった。新体制運動や大政翼賛会に対する批判を続けたため、ついに1942年3月17日に結社不許可処分を受け、解散に追い込まれた。これによって田中耕は無所属となった。日蓮主義を政治に実現しようとすることは、田中総裁を絶対視することであり、軍部などが主張する国体を無視する思想であると見なされたためである。1942年の翼賛選挙には前職の田中耕を始め元会員37人が無所属で立候補したが、全員落選した。
第二次世界大戦敗北後、1946年3月7日に再建。田中澤二は公職追放されたが、1947年の第23回総選挙で、福島3区より齋藤晃が当選し1議席を獲得。戦前、戦後の両方で議席を獲得した経験のある唯一の党派である日本国憲法施行後の1949年の第24回総選挙でも、北海道1区で浦口鉄男が当選して1議席を獲得。浦口は、北方領土は日本固有の領土であるのに、ロシア（ソ連）によって住民が追われたのはおかしいと国会で追及（1950年3月8日、外務委員会）。また、破壊活動防止法には原案は棄権、修正可決された案には反対票を投じた。立憲養正會はその後も総選挙に候補を擁立したが、既成政党の再編が進むにつれ、議席獲得はできなくなった。自民党・社会党による55年体制が成立すると、次第に選挙から遠ざかっていった。国政選挙への立候補も、1983年の第37回総選挙に中選挙区の東京11区より、小川力が立候補して以来途絶えている模様である。
1955年、田中澤二が死去し、1962年、菊地清太郎が会長となった。その後、久保春三が会長となり、久保が逝去した後、入澤二三男が後任し、最後は小川力が会長となっている。
現在は天皇への「主権奉還」に加え、教育勅語の復活・日本国憲法の廃棄なども主張している。これは、日本国憲法が国民主権を原則に定めているからである。

## 党勢の推移

### 衆議院
| 選挙         | 当選/候補者 | 定数 | 備考 |
| ------------ | ----------- | ---- | ---- |
| （結党時）   | 0/-         | 466  |      |
| 第19回総選挙 | 0/7         | 466  |      |
| 第20回総選挙 | 1/16        | 466  |      |
| 第22回総選挙 | 0/?         | 468  |      |
| 第23回総選挙 | 1/7         | 466  |      |
| 第24回総選挙 | 1/5         | 466  |      |
| 第25回総選挙 | 0/2?        | 466  |      |
| 第26回総選挙 | 0/2         | 466  |      |
| 第27回総選挙 | 0/1         | 467  |      |
| 第30回総選挙 | 0/1         | 467  |      |
| 第32回総選挙 | 0/25        | 486  |      |
| 第33回総選挙 | 0/2         | 491  |      |
| 第37回総選挙 | 0/1?        | 511  |      |

### 参議院
| 選挙           | 当選/候補者 | 非改選 | 定数 | 備考                            |
| -------------- | ----------- | ------ | ---- | ------------------------------- |
| （結党時）     | -/-         | -      | -    | 参議院は存在せず                |
| 第1回通常選挙  | 0/?         | 0      | 250  | 第1回のみ全員選挙               |
| 第2回通常選挙  | 0/?         | 0      | 250  |                                 |
| 第13回通常選挙 | 0/1         | 0      | 252  | 東京都選挙区に1名（小川力）擁立 |

（参考文献：石川真澄（一部山口二郎による加筆）『戦後政治史』2004年8月、岩波書店・岩波新書、ISBN 4-00-430904-2）
- 当選者に追加公認は含まず。追加公認には会派に加わった無所属を含む。
- 第22回総選挙の定数には、選挙を実施できなかった沖縄選挙区（定数2）含む。